# Lodewijk de Vadder

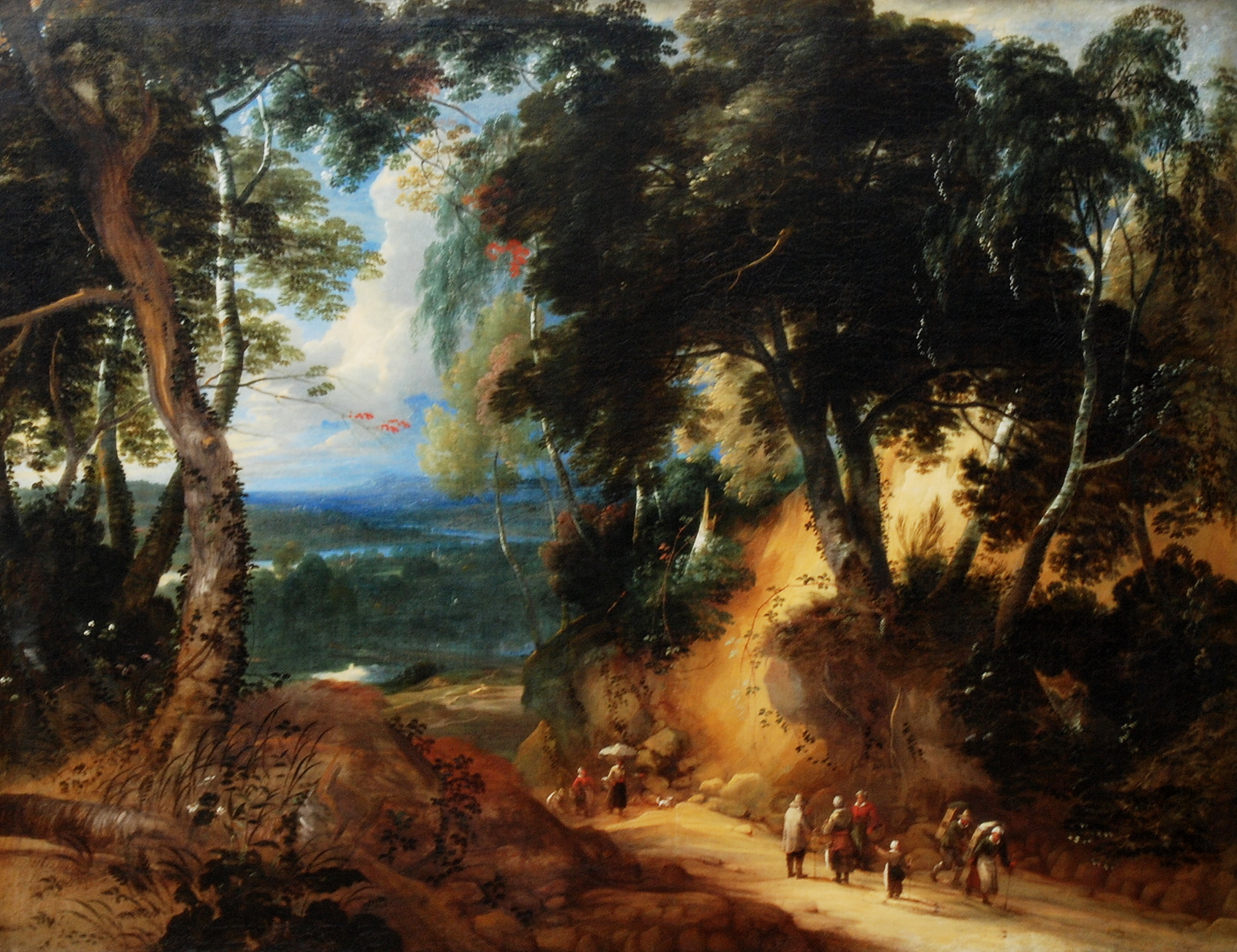
Las pod Soignes

Lodewijk de Vadder (ochrz. 8 kwietnia 1605 w Brukseli, poch. 10 sierpnia 1655 tamże) – flamandzki malarz, grafik i rysownik, projektant gobelinów.

## Życiorys
W 1628 został mistrzem gildii św. Łukasza w Brukseli. Miał dwóch braci Philippe i Huberta, którzy również byli malarzami. Lodewijk de Vadder znany jest głównie z leśnych pejzaży, był zdolnym rysownikiem i grawerem, projektował również tapiserie. Współpracował z wybitnymi tkaczami takimi jak Jean Courdijn i Baudouin van Beveren. Od 1644 pracował na rzecz magistratu brukselskiego.
Lodewijk de Vadder był zwolennikiem powrotu do pejzażu manierystycznego i klasycznego. Jego uczniami byli m.in. Lucas Achtschellinck i Ignatius van der Stock.